# Umeå fotbollsfestival

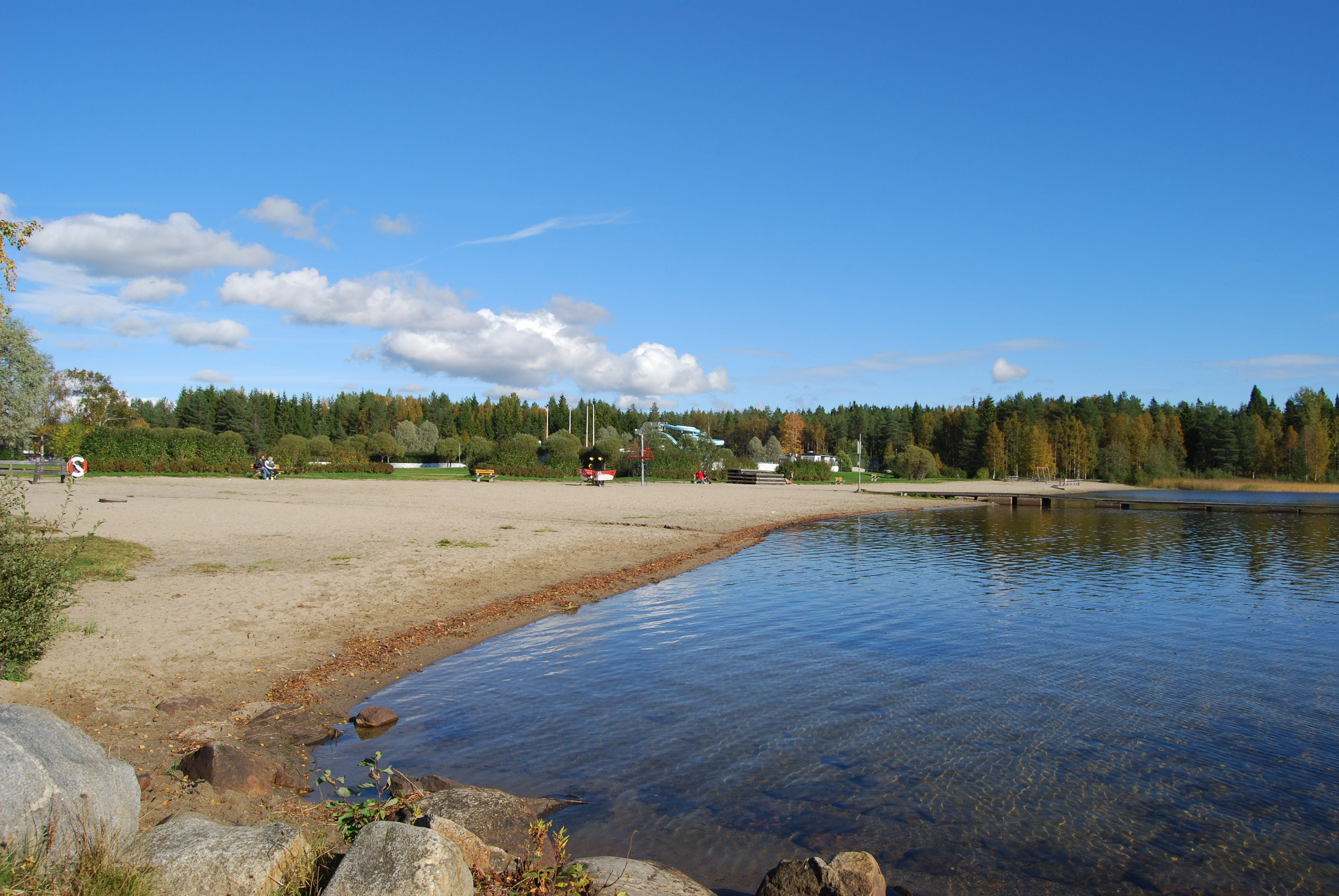
Festivalcentret ligger i närheten av Nydalasjön.

Umeå fotbollsfestival, även kallad "UFF", är en av Sveriges största fotbollsturneringar för barn och ungdomar. Turneringen lockar lag från bland annat Estland, Finland, Norge, England, USA och har spelats sedan 1984. Matcherna spelas både på gräs- och konstgräsplaner runt om i Umeå. Festivalcentrum är på Nydala fritidsområde med 12 spelplaner och närhet till bland annat First Camp Umeå och utomhusäventyrsbadet "Umelagun". Som regel äger festivalen rum under sista veckan i juli och pågår i fyra dagar, torsdag till söndag. Invigningen sker vid Skeppsbron (kajen) under festivalens första dag med en inmarsch likt en OS-invigning.
Huvudarrangör är Mariehem SK, som samarbetar med flera olika idrottsklubbar i Umeå.

## Åldersgrupper
Åldersgrupperna är indelade i pojk- och flickklasser, 7mot7, 9mot9 och 11mot11. Flickklasserna går från "G8" - upp till "G17/18". Även pojkklasserna utgår från en "B8"- grupp upp till "B16".
Det finns även en "seniorklass" samt "Parasport" för funktionsnedsatta. Dessa spelas på 7-mannaplaner.

## Transport
Under festivalen trafikerar Umeå fotbollsfestivals egna bussar logiskolor, spelplaner, invigning och disco. 